# Venus cassinaeformis
Venus cassinaeformis is een tweekleppigensoort uit de familie van de Veneridae. De wetenschappelijke naam van de soort is voor het eerst geldig gepubliceerd in 1926 door Yokoyama.